# Гіз Сергій Романович
Сергі́й Рома́нович Гі́з — старший сержант Збройних сил України, учасник російсько-української війни.

## Нагороди та вшанування
- Указом Президента України № 742/2019 від 10 жовтня 2019 року за «особисту мужність і самовіддані дії, виявлені у захисті державного суверенітету та територіальної цілісності України» нагороджений орденом. «За мужність» III ступеня[1].
- орден За мужність II ступеня  (2022) — за особисту мужність і самовіддані дії, виявлені у захисті державного суверенітету та територіальної цілісності України, вірність військовій присязі.